# Quercus havardii
Quercus havardii es una especie de roble de la familia Fagaceae que es originria de Norteamérica. Está clasificada en la Sección Quercus, que son los robles blancos de Europa, Asia y América del Norte. Tienen los estilos cortos; las bellotas maduran en 6 meses y tienen un sabor dulce y ligeramente amargo, el interior de la bellota tiene pelo. Las hojas carecen de una mayoría de cerdas en sus lóbulos, que suelen ser redondeados. Tiene una hoja caduca, es de crecimiento bajo, que forma matorral de arbustos y que ocupa unos 2 a 3 millones de hectáreas en el sur de las Grandes Planicies de América del Norte. Los clones pueden llegar a cientos de miles de años de antigüedad, aunque por encima del suelo, los tallos suelen vivir sólo de 11 a 15 años. Los tallos son generalmente de 1-2 m de altura y codomina la comunidad vegetal con medias y altas de gramíneas, que son por lo general más altas que los robles. 

## Descripción
Es un arbusto bajo que alcanza un tamaño de 2 m o de vez en cuando un pequeño árbol, Q. havardii formas grandes matorrales clonales mediante la ampliación de los rizomas a través del suelo arenoso donde se encuentra por lo general. Los rizomas miden 3-15 cm de diámetro, y se concentran en los 60 cm superiores del suelo, aunque se ha informado de profundidades de penetración de hasta 9 m. Las raíces laterales y rizomas leñosos son generalizados, cerca de la superficie del suelo. El noventa por ciento o más de la biomasa se encuentra bajo tierra, y el injerto de raíz fortuito es común. Estos tallos subterráneos comúnmente se extiende para formar plantas de 3 a 15 m de diámetro o más. Clones individuales se reportan para cubrir hasta 81 hectáreas y alcanzar edades más de 13.000 años.
Quercus havardii es monoico con flores de ambos sexos por separado en la misma planta. Los amentos masculinos están densamente florecidos con 1.5 a 3.8 cm de largo, y cuelgan hacia abajo. Los amentos femeninos son de 3-7 mm de largo, contienen de 1 a 5 flores, y son generalmente axilares en los brotes jóvenes. Quercus havardii son polinizadas por el viento, y la floración se produce en primavera. Las bellotas se desarrollan en 1 año, con vencimiento en el otoño. Las bellotas se producen solas o en grupos de 2 o 3, y miden de 12-25 mm de largo por 14 a 18 mm de ancho. Una taza escamosa cubre aproximadamente 1/3 a 1/2 de la misma. En promedio, los cultivos de bellota se producen entre los 3 y los 10 años.
Las hojas son coriáceas muy variables y de color gris a verde oliva, tienen una superficie superior brillante, y son de color blanquecino y densamente peluda continuación. Las hojas son sencillas , con la variable de la forma (rectangular, oval o elíptica), y con el pelo ondulado o márgenes superficialmente lobuladas. La longitud es de 2 a 8 cm y ancho de 2 a 4 cm. Las ramitas son de color marrón o grisáceo, con 1-2.5 mm de diámetro, glabras o densamente cubiertas de pelos cortos o grisáceo amarillento, que se pierden con la edad. Los cogollos son de color rojo oscuro marrón, algo esférico, de unos 2 mm de largo, y escasamente pubescentes.

## Usos
Debido a que prospera en un ambiente duro, funciona como un estabilizador de las dunas de arena, protegiendo los suelos arenosos de la erosión del viento. También ofrece alimento y cubierta a diversas especies de fauna silvestre como: Pecari tajacu, Tympanuchus pallidicinctus, Colinus virginianus, y muchas otras especies de vida silvestre que comen sus bellotas. Odocoileus virginianus, Antilocapra americana, y Neotomas. Su hábitat es usado por Lepus californicus, Sylvilagus audubonii, Sylvilagus floridanus, Meleagris gallopavo, Terrapene ornata, una diversidad de artrópodos, aproximadamente 25 especies de serpientes y aproximadamente a 10 especies de lagartos, entre ellas el lagarto duna de arena en peligro (Sceloporus arenicolus).
Muchas especies de caza se basan también en Quercus havardii; Callipepla squamata utiliza el hábitats del roble ampliamente, y los hábitats se consideran "la residencia principal de los ciervos de cola blanca en el sur de las Grandes Planicies".
Quercus havardii ofrece ricos hábitats para la vida silvestre en comparación con los que rodean las llanuras de pastos cortos. El mantenimiento de hábitat de la fauna y la mejora de la vegetación para el pastoreo de ganado están a menudo en conflicto, y debe ser considerado cuidadosamente antes de realizar el control de roble Quercus havardii. 

## Taxonomía
Quercus havardii fue descrita por Per Axel Rydberg y publicado en Bulletin of the New York Botanical Garden 2(6): 213, pl. 29, f. 2. 1901.
Etimología
Quercus: nombre genérico del latín que designaba igualmente al roble y a la encina.
havardii: epíteto otorgado en honor del cirujano del Ejército de EE. UU. y botánico Valery Havard, quien contribuyó mucho al conocimiento de las plantas del suroeste.